# Mirino laser

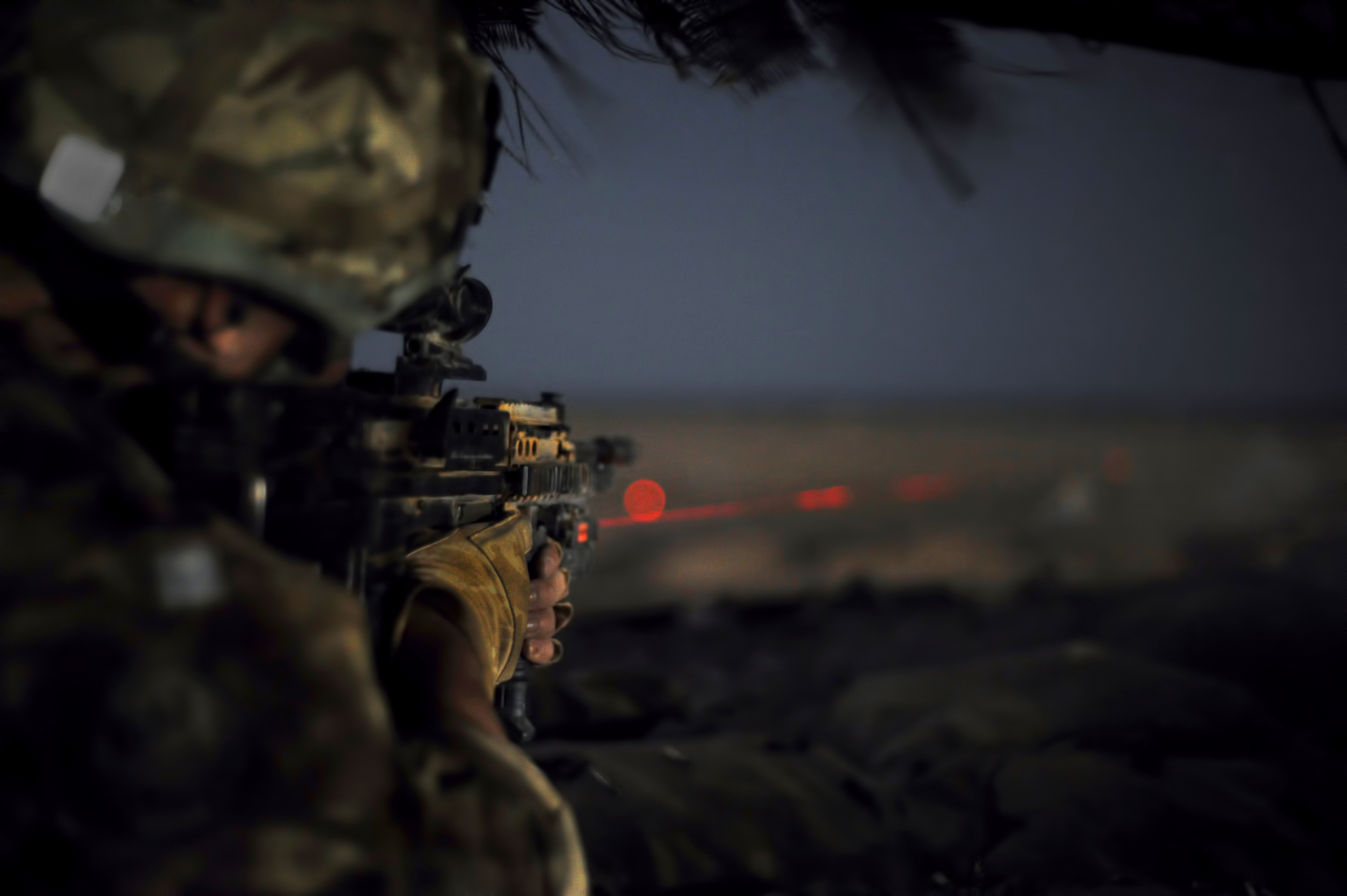
Un soldato mira con un fucile a un punto utilizzando un mirino laser

Un mirino laser è un organo di mira utilizzato per le armi da fuoco leggere, quali pistole o fucili.

## Caratteristiche
Utilizza un raggio laser per identificare il punto di impatto del proiettile in uscita dalla canna. Il raggio può essere nel campo del visibile, il più diffuso, o nell'infrarosso. Il primo proietta un punto rosso sul bersaglio, e talvolta un fascio di luce; il secondo non risulta visibile ad occhio nudo ed è possibile utilizzarlo esclusivamente con un visore notturno.
Modelli più recenti sono dotati di entrambe le modalità di mira, come il Laser Light Module 01, o di laser di colore verde, più visibile in condizioni di forte luminosità.

## Storia
Il mirino laser è stato introdotto per la prima volta sul mercato dalla Laser Products Corporation (oggi nota come SureFire) nel 1979. Il robusto laser a gas elio-neon è stato costruito su misura nell'impugnatura Pachmayr estesa di una .357 Magnum Colt Trooper e alimentato da una batteria ricaricabile a 12 volt. Il design è stato brevettato nel 1978 dal fondatore di Surefire Dr. John Matthews, un pioniere nel campo della fotonica, e dal suo socio in affari Ed Reynolds. La popolarità del primo mirino laser tra SWAT e forze speciali ha portato Laser Products Corp. a progettare e produrre mirini simili per altre armi da fuoco impiegate dai militari e forze dell'ordine come Colt M16, Remington 870, H&K MP5 e Ruger Mini-14.
I mirini laser sono stati resi popolari al di fuori delle forze armate e delle forze dell'ordine quando i prodotti laser hanno dotato l'arma iconica di The Terminator, una pistola .45 Longslide, con un laser He-Ne personalizzato. Oggi, la maggior parte dei mirini laser moderni sono laser a stato solido, in contrasto con il design originale del gas. I moderni laser montati su armi e luci da combattimento prodotti da SureFire continuano ad essere ampiamente utilizzati dall'esercito americano, dai suoi alleati e dalle forze dell'ordine.

## Scopo

### Vantaggi

#### Precisione
L'uso di mirini laser è associato a una maggiore precisione in generale, aumentando la probabilità di colpire il bersaglio soprattutto in condizioni di scarsa illuminazione. Il punto proiettato accelera l'acquisizione del bersaglio, diminuendo il tempo necessario al tiratore per mirare e sparare, così come diminuendo il tempo necessario per i colpi successivi. I mirini laser aiutano anche nel tiro a segno, dove il tiratore fa affidamento sulla coordinazione occhio-mano piuttosto che mirare con un mirino tradizionale. Ciò è di particolare utilità quando l'utente non ha tempo o non è in grado di ottenere un'immagine visiva adeguata prima di sparare; ad esempio, l'uso di scudi balistici o maschere antigas può ostacolare la visione. I laser aumentano anche la precisione quando si scatta da una posizione non convenzionale.

#### Formazione
I mirini laser sono anche un utile aiuto per l'addestramento. Consentono agli utenti di esercitarsi con il tiro a secco pur essendo in grado di vedere il punto di impatto: questo ha notevoli vantaggi in termini di sicurezza. È stato dimostrato che l'allenamento con mirini laser migliora le capacità di tiro più velocemente, sebbene sia gli istruttori che i produttori abbiano raccomandato agli utenti di continuare ad allenarsi senza laser per evitare di diventarne dipendenti.

#### Intimidazione
Fornendo un'indicazione visiva di dove è puntata la pistola, i mirini laser aggiungono un ulteriore fattore di intimidazione. Gli studi sulle forze dell'ordine indicano che i soggetti di fronte a mirini laser hanno molte più probabilità di arrendersi, anche se essi stessi sono armati.

#### Utilizzo con dispositivi per la visione notturna
I laser IR (infrarossi) possono essere utilizzati con dispositivi per la visione notturna poiché la maggior parte di tali dispositivi montati sulla testa rende difficile la mira con mirini di ferro o con un'ottica convenzionale. Questi laser non possono essere visti ad occhio nudo e sono visibili solo quando si utilizzano dispositivi per la visione notturna. Alcune unità laser IR, come l'AN/PEQ-2, utilizzano due laser separati: un laser "a puntamento" stretto e un "illuminatore" più diffuso. Il laser di puntamento viene utilizzato per stimare il punto di impatto mentre l'illuminatore viene utilizzato per visualizzare meglio i bersagli e l'ambiente attraverso il dispositivo di visione notturna. Tuttavia, anche con i mirini laser, i raggruppamenti di colpi sono ancora inferiori a quelli ottenuti durante il giorno e il grado di miglioramento dipende fortemente dalla corretta configurazione del sistema.

### Svantaggi

#### Precisione a lungo raggio
Dove un raggio laser viaggia in linea retta, il percorso di un proiettile devia gradualmente dopo aver lasciato la canna a causa di forze esterne come la gravità, il vento e persino la rotazione della terra. Questo è un problema significativo per le riprese a lunga distanza; le armi a corto raggio come le pistole sono meno colpite. Un altro problema correlato è che il raggio si allarga con la distanza, il che significa che invece di proiettare un piccolo punto, può essere prodotto un cerchio molto più grande.

#### Visibilità in piena luce
La visibilità dei mirini laser si deteriora in condizioni di luce intensa. I laser verdi sono più efficaci in condizioni luminose, tuttavia sono più complessi da produrre, quindi sono spesso più grandi e più costosi dei laser rossi.

#### Obiettivi aerei
I mirini laser non possono essere utilizzati per la caccia alla selvaggina volante alla luce del giorno poiché né il raggio né il punto sono visibili. Un ulteriore rischio per gli aerei è anche un problema, poiché anche i laser di livello civile sono in grado di colpire un aereo da 2 miglia di distanza.

#### Batterie
I mirini laser si basano sulle batterie per funzionare. Pertanto, richiedono una manutenzione regolare e potrebbero guastarsi durante l'uso. I modelli non resistenti all'acqua rischiano anche danni elettrici dovuti all'ingresso di acqua.

#### Massa aggiunta
Come con tutti gli accessori per armi da fuoco, i mirini laser aggiungono massa all'arma. Ciò è particolarmente significativo per le pistole poiché molte fondine non sono progettate per adattarli.

#### Rischio di danni agli occhi
I laser possono facilmente causare danni agli occhi. È improbabile che i laser visibili causino danni permanenti a causa del riflesso di ammiccamento, tuttavia i laser IR non lo attivano e rappresentano quindi un rischio significativo.

#### Posizione rivelatrice
L'uso di mirini laser rappresenta un rischio in scenari tattici in quanto possono rivelare la posizione dell'utente, sebbene ciò possa essere mitigato accendendo il laser solo quando necessario. Un'ulteriore considerazione per i militari e le forze dell'ordine è se il nemico ha capacità di visione notturna; in tal caso, i laser IR saranno visibili.

#### Difficoltà di azzeramento
I mirini laser sono in qualche modo più difficili da azzerare rispetto ai sistemi di mira convenzionali. I laser IR in particolare possono impiegare più di un'ora per azzerarsi correttamente, a seconda dei metodi utilizzati.

## Galleria d'immagini

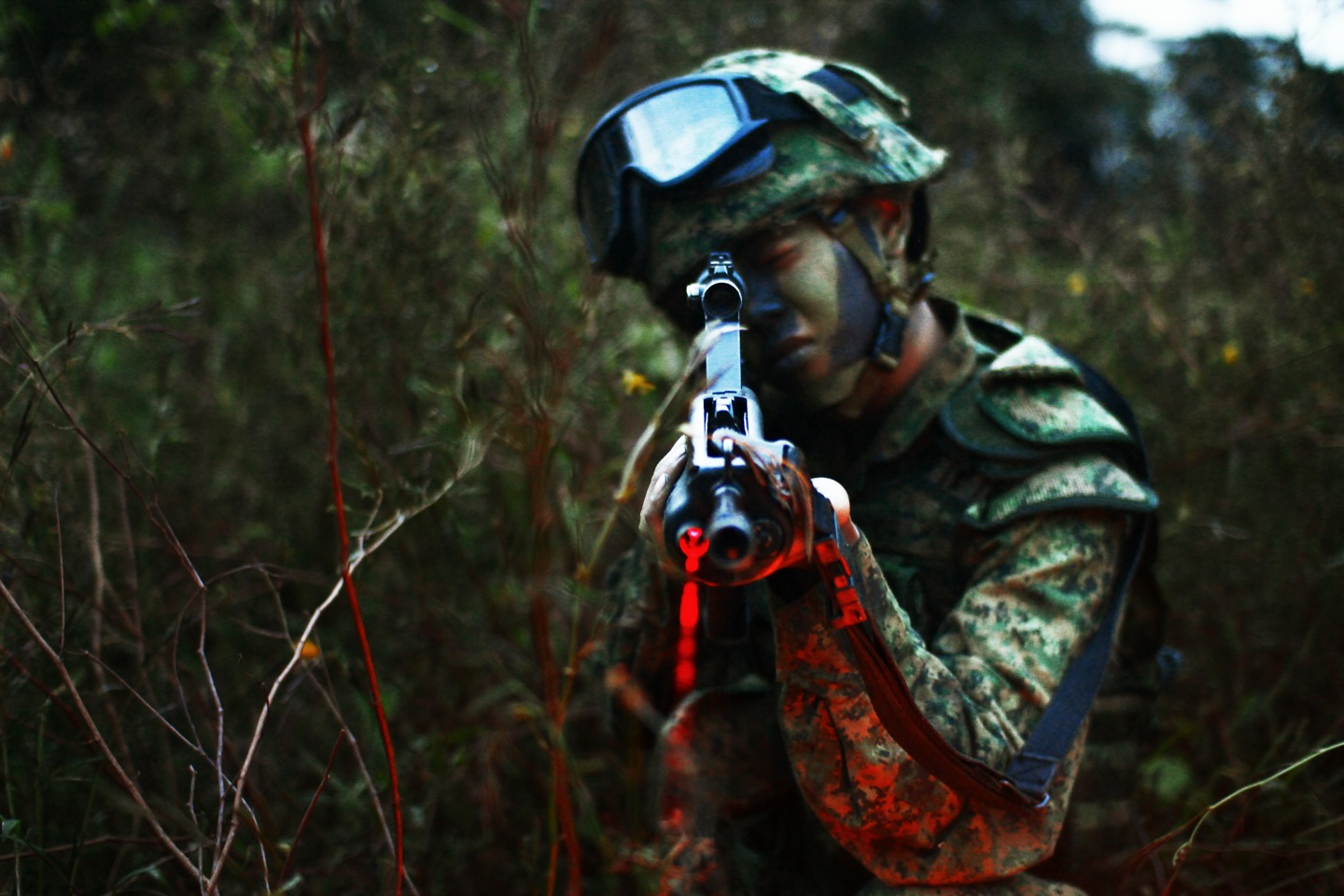
Soldato di Singapore che punta un SAR 21 con mirino laser
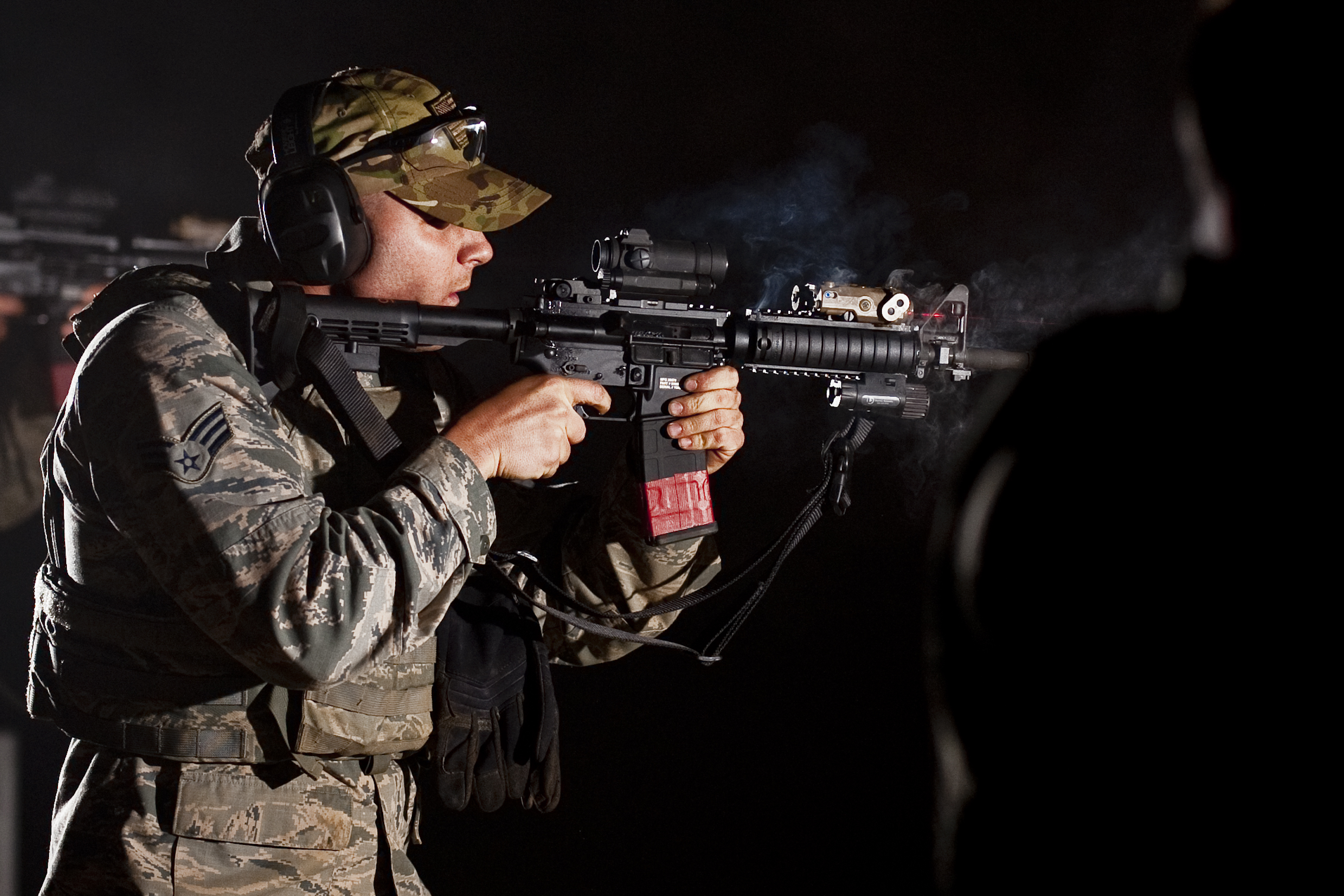
Un aviatore USAF che utilizza una carabina M4 con un mirino laser
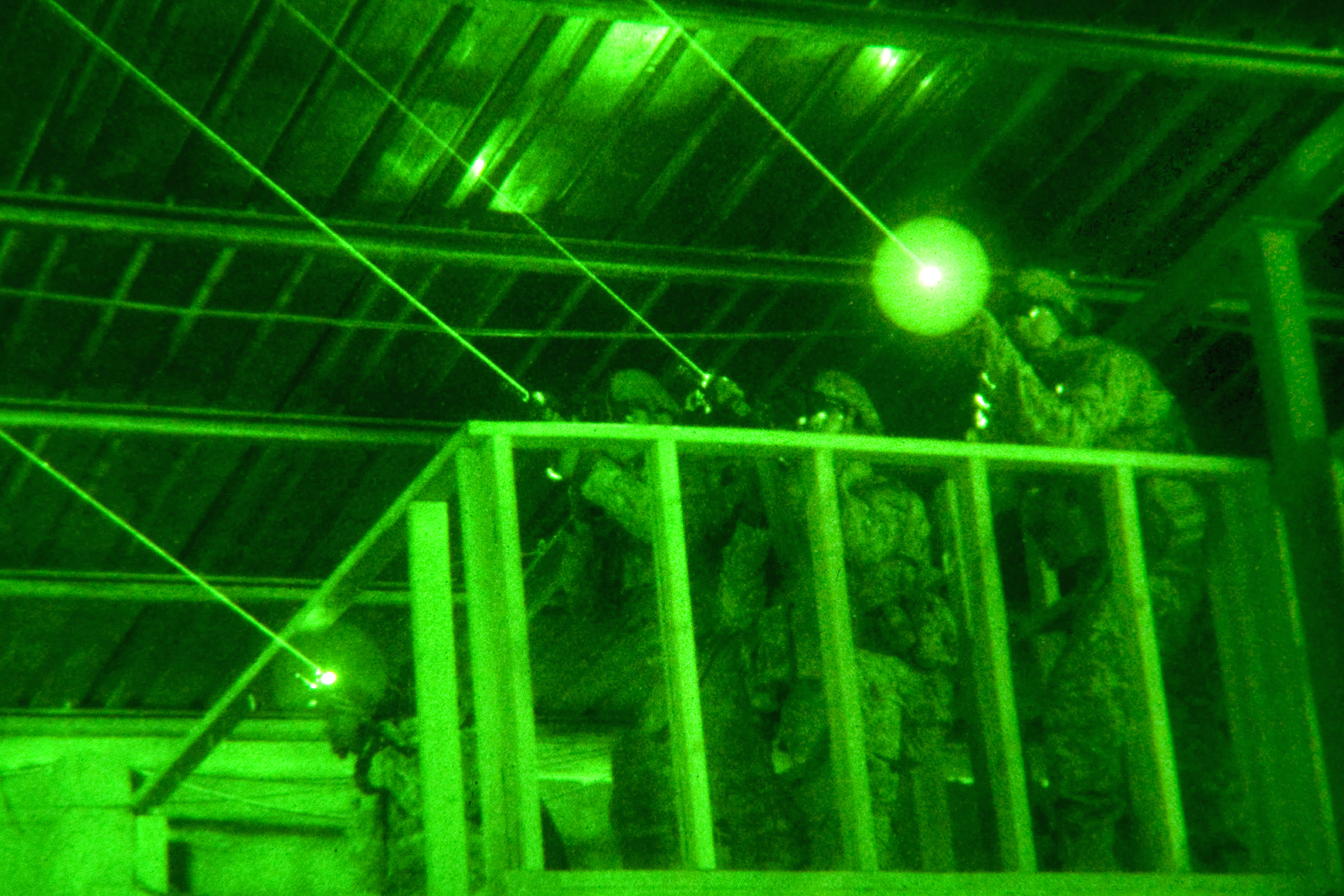
L'82ª divisione aviotrasportata dell'esercito americano utilizza mirini laser IR visti attraverso un dispositivo per la visione notturna durante un'esercitazione in Iraq
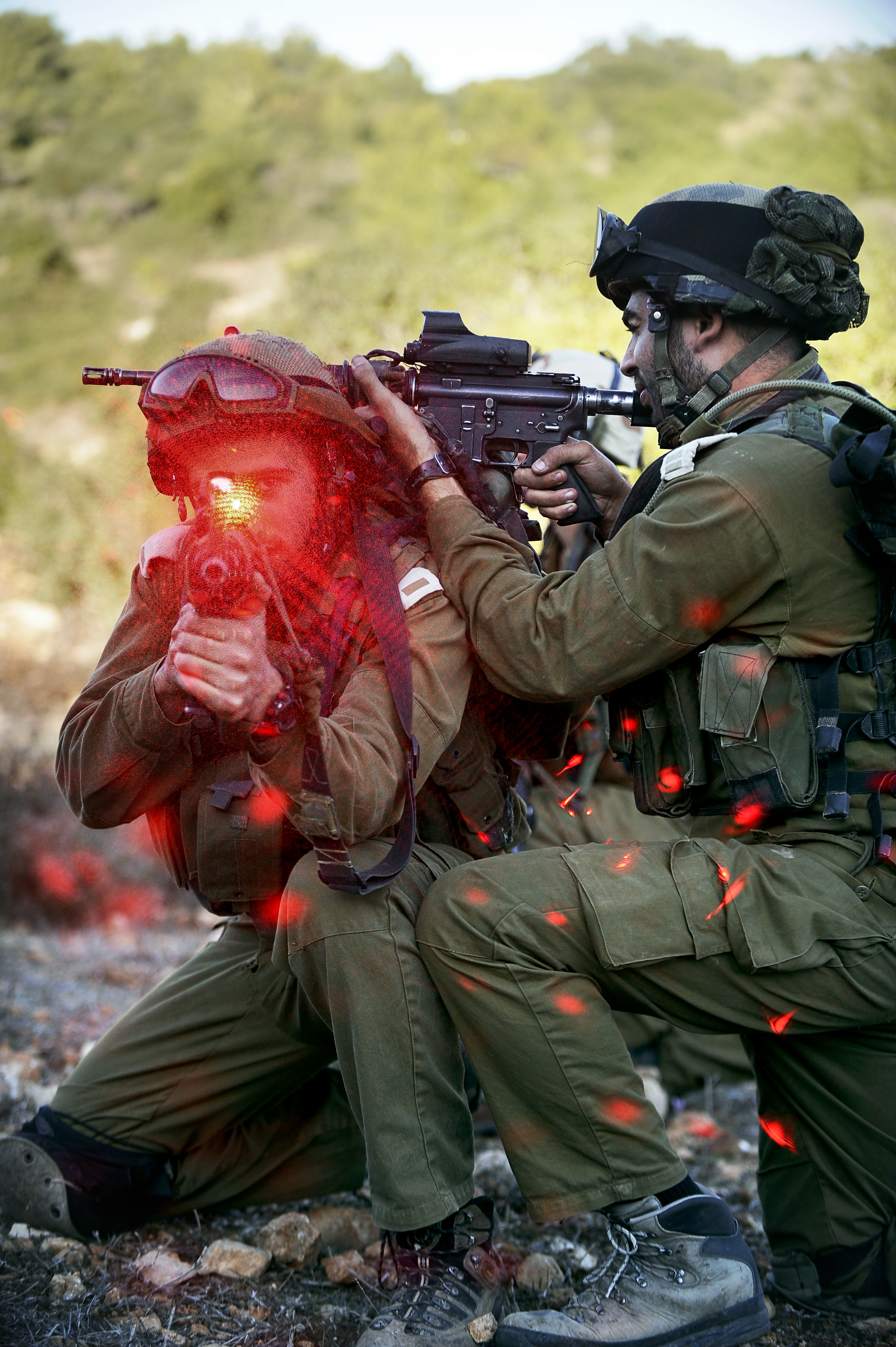
Le forze di difesa israeliane utilizzano mirini laser durante l'addestramento
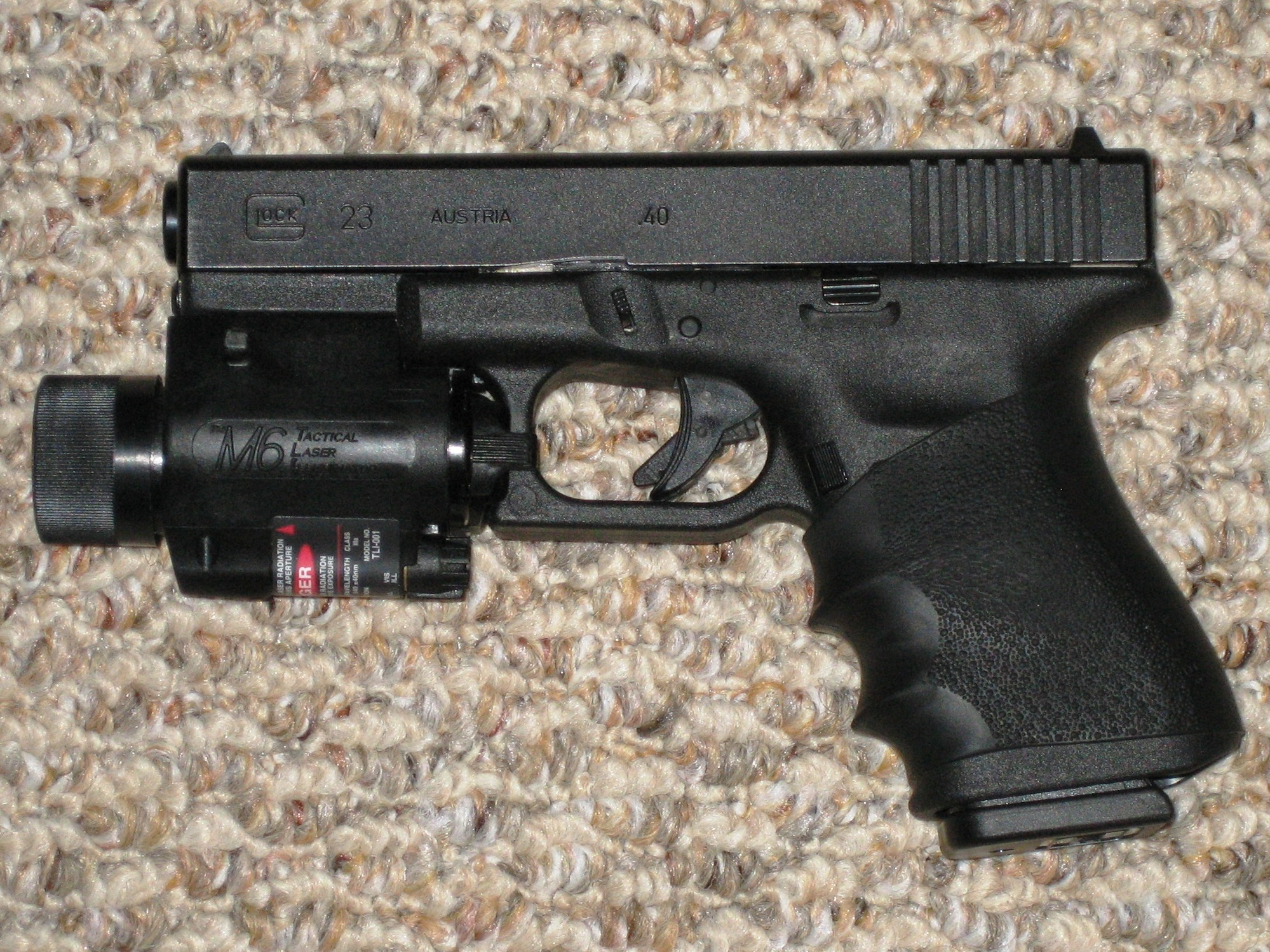
Glock 23 con doppia torcia Insight M6 e mirino laser